# Ormetica temperata
Ormetica temperata är en fjärilsart som beskrevs av William Schaus 1921. Ormetica temperata ingår i släktet Ormetica och familjen björnspinnare. Inga underarter finns listade i Catalogue of Life.